# Porfiria epatica
Le porfirie epatiche sono malattie rare appartenente al gruppo delle porfirie in cui la carenza enzimatica è localizzata nel fegato. Si differenziano dalle porfirie eritropoietiche, in cui l'alterazione del metabolismo dell'eme è localizzata a livello eritrocitaria.
Tra queste sono comprese, seguendo l'ordine della via di sintesi:
- la porfiria da deficit di ALA deidratasi
- la porfiria acuta intermittente
- la porfiria cutanea tarda e la porfiria epatoeritropoietica
- la coproporfiria ereditaria
- la porfiria variegata